# Patience Wood
Patience Wood (28 de septiembre de 2006) es una deportista británica que compite en tiro con arco, en la modalidad de arco compuesto. Ganó una medalla de oro en los Campeonato Europeo de Tiro con Arco en Sala de 2024, en la prueba por equipo.

## Palmarés internacional
| Campeonato Europeo en Sala | Campeonato Europeo en Sala | Campeonato Europeo en Sala | Campeonato Europeo en Sala |
| Año                        | Lugar                      | Medalla                    | Prueba                     |
| -------------------------- | -------------------------- | -------------------------- | -------------------------- |
| 2024                       | Varaždin (Croacia)         | Medalla de oro             | Equipo                     |